# Maestro dei Baldraccani

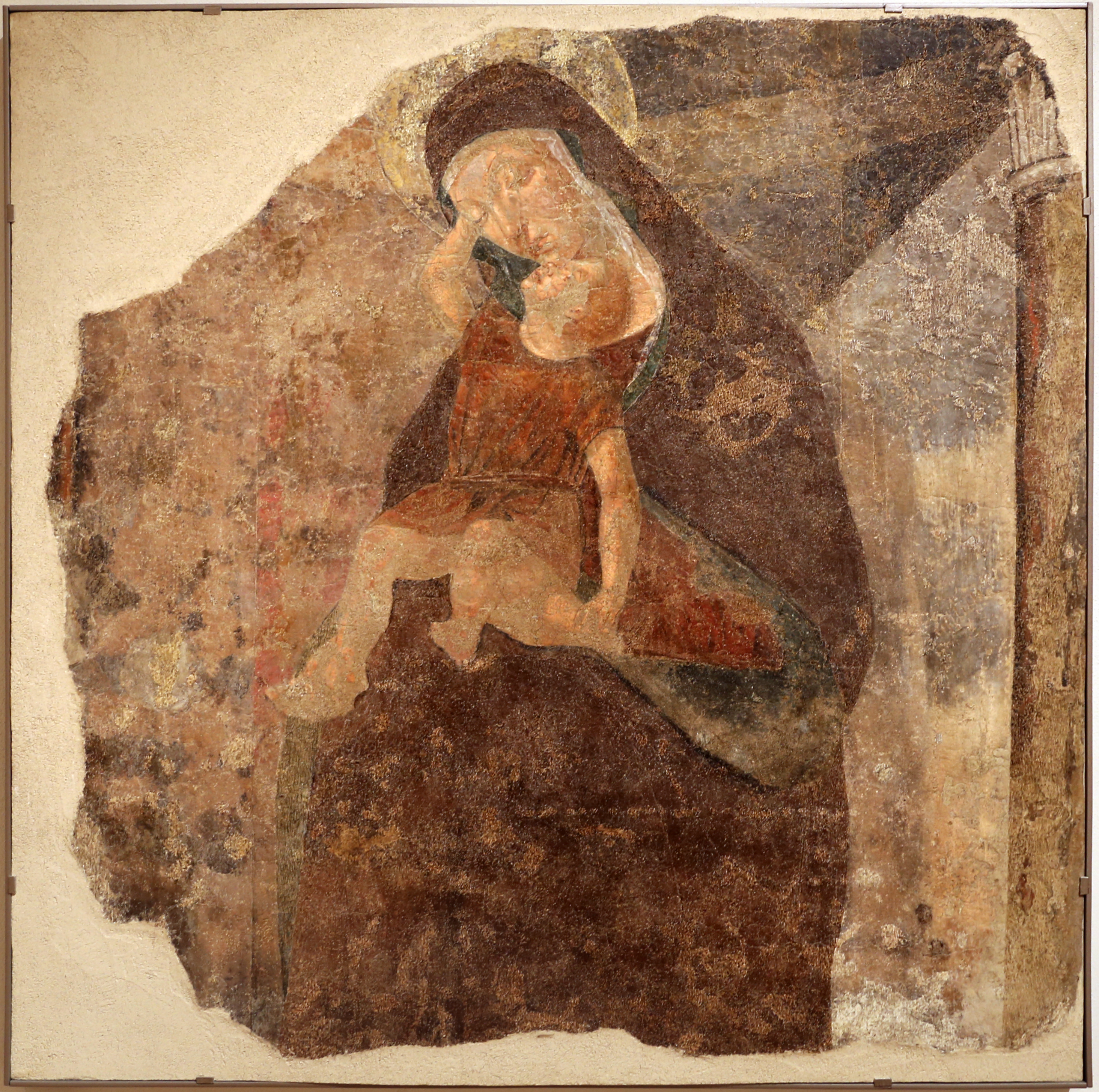
Madonna col Bambino, Pinacoteca civica di Forlì

Als Maestro dei Baldraccani (italienisch für Meister der Baldraccani) wird ein Maler bezeichnet, der gegen Ende des 15. Jahrhunderts wahrscheinlich zwischen 1480 und 1510 in Oberitalien in der Region Emilia-Romagna  tätig war. Der namentlich nicht bekannte Künstler erhielt seinen Notnamen  nach dem Wappen der Adelsfamilie der Baldraccani, das auf einem Altarbild unter den dem Meister durch Stilvergleich zugeschriebenen Bildern zu finden ist. Das Bild fand sich in der Neuzeit in der Sammlung Muti-Bussi in Rom.
Die Adelsfamilie der Baldraccani war in Forlì, einer Stadt in der Emilia-Romagna ansässig.
Stilistisch steht der Maestro dei Baldraccani in der Nähe des Malers Melozzo da Forlì (1438–1494) und seines Nachfolgers Marco Palmezzano  (1456–1539), die beide aus Forli stammten und dort zumindest zeitweise tätig waren. Der Maestro dei Baldraccani wird wie sie der Gruppe von Malern aus Forli gerechnet, die manchmal unter dem Begriff „Schule von Forli“ zusammengefasst wird und einen ihr typischen lokalen Renaissance-Malstil vertritt. Zum Vorläufer dieser Schule wird der um 1354 in Forli tätige Maler Baldassare Carrari der Ältere gerechnet, angeblich ein Schüler von Giotto di Bondone, dem Wegbereiter der italienischen Renaissance. Durch Carrari soll zuerst der Einfluss der Renaissance in der Malerei aus Forli gekommen sein.
Eventuell kann der Meister von Baldraccani mit dem aus Forli stammenden Maler Leone Cobelli identifiziert werden.

## Werkverzeichnis (Auswahl)
- Der Heilige Sebastian, Tafelbild, Philadelphia Museum of Art, Philadelphia (Sammlung John G. Johnson)
- Madonna mit Kind und vier Heiligen, Tafelbild, aus der Sammlung Muti-Bussi, Rom
- Madonna in Anbetung des Kindes, Tafelbild, Galleria della Cassa di Risparmio, Cesena
- Portrait des Bischofs Filasio Roverella, Städtische Pinakothek, Cesena